# Сафдарджунг
Абул Мансур Мірза Мухаммад Мукім Алі-хан, більш відомий як Сафдарджунг (гінді सफ़्दरजंग, урду صفدرجنگ) (бл. 1708 —5 жовтня 1754) — другий наваб Ауду від березня 1739 до жовтня 1754 року. Був нащадком Кара Юсуфа з Кара-Коюнлу.

## Життєпис
1739 року успадкував владу від свого прийомного батька (дядька по матері). Був здібним правителем. Він не лише зберіг контроль над Аудом, але й зумів допомогти послабленому Мухаммаду Шаху. Невдовзі він став губернатором Кашміру і провідною фігурою при Делійському дворі. В останні роки правління Мухаммада Шаха Сафдарджунг отримав повний контроль над управлінням імперією. Коли падишахом став Ахмад-шах Бахадур, Сафдарджунг зайняв посаду міністра Індостану. Окрім того, він отримав пост губернатора Аджмера. Утім невдовзі став жертвою дворових інтриг, в результаті яких 1753 року був звільнений та повернувся до Ауду.